# Благодатинское муниципальное образование
Благодатинское муниципальное образование — муниципальное образование со статусом сельского поселения в Хвалынском районе Саратовской области Российской Федерации.
Административный центр — село Благодатное.

## История
Статус и границы сельского поселения установлены Законом Саратовской области от 29 декабря 2004 года N 112-ЗСО «О муниципальных образованиях,  входящих в состав Хвалынского района».

## Население
| 2002  | 2003  | 2004  | 2005  | 2006  | 2007  | 2008  |
| ----- | ----- | ----- | ----- | ----- | ----- | ----- |
| 1314  | ↘1236 | ↘1184 | ↘1156 | ↘1118 | ↘1093 | ↘1066 |
| 2009  | 2010  | 2011  | 2012  | 2013  | 2014  | 2015  |
| ↗1082 | ↘680  | ↘679  | ↗681  | ↗962  | ↘950  | ↘928  |
| 2016  | 2017  | 2018  | 2019  | 2020  | 2021  |       |
| ↘893  | ↘864  | ↘832  | ↗839  | ↘812  | ↘769  |       |

## Состав сельского поселения
| № | Населённый пункт | Тип населённого пункта       | Население |
| - | ---------------- | ---------------------------- | --------- |
| 1 | Благодатное      | село, административный центр | →664      |
| 2 | Возрождение      | железнодорожная станция      | ↘339      |
| 3 | Вязовый Гай      | железнодорожный разъезд      | ↘5        |
| 4 | Нижняя Лебежайка | село                         | ↗2        |
| 5 | Пограничный      | посёлок                      | →2        |